# Shab Khoskāj
Shab Khoskāj (persiska: شب خسكاج) är en ort i Iran.   Den ligger i provinsen Mazandaran, i den norra delen av landet, 100 km norr om huvudstaden Teheran. Antalet invånare är 571.
Terrängen runt Shab Khoskāj är varierad. Runt Shab Khoskāj är det ganska tätbefolkat, med 80 invånare per kvadratkilometer. Närmaste större samhälle är Nowshahr, 5,4 km nordväst om Shab Khoskāj. I omgivningarna runt Shab Khoskāj växer i huvudsak blandskog.